# St. Laurentius (Hochspeyer)
St. Laurentius ist eine römisch-katholische Kirche in Hochspeyer, die Mitte des 19. Jahrhunderts erbaut wurde.

## Lage
Die Kirche befindet sich in der örtlichen Hauptstraße.

## Geschichte
Bei der Kirche handelt es sich um einen Saalbau im neugotischen Stil, der 1859 erbaut war. Der verantwortliche Architekt war Baurat Tanera aus Speyer. Im Jahr 1912 Erfuhr die Kirche von Rudolf von Perignon eine Erweiterung.

## Orgel

### Heutige Orgel (seit 1962)
Die heutige Orgel wurde im Jahr 1962 von Paul Zimnol als Opus 6 erbaut. Sie verfügt über 18 Register auf zwei Manualen und Pedal. Das Register Baßflöte auf dem Pedalwerk wurde vorbereitet, jedoch nie fertiggestellt. Sie hat folgende Disposition:
| I Hauptwerk C–g3 |       |
| Weitgedeckt      | 08′   |
| Spillflöte       | 08′   |
| Prinzipal        | 04′   |
| Rohrflöte        | 04′   |
| Engprinzipal     | 02′   |
| Cornett III–V    | 08′   |
| Mixtur IV        | 1 ⁄3′ |

| II Positiv C–g3     |    |
| Holzgedackt         | 8′ |
| Nachthorn           | 4′ |
| Prinzipal           | 2′ |
| Septsesquialter III |    |
| Zimbel III          | 1′ |
| Krummhorn           | 8' |
| Tremulant           |    |

| Pedal C–f1      |      |
| Subbass         | 16′  |
| Oktavbass       | 8′   |
| Baßflöte        | 4′ * |
| Pedalkornett IV | 2′   |

* Register ist lediglich reserviert und nicht verbaut.
Die Spieltraktur ist mechanisch, die Registertraktur elektrisch. Die Windladen sind als Schleifladen ausgeführt.
- Koppeln: II/I, I/P, II/P
- Spielhilfen: Freie Kombination, Tutti, Auslöser, Zungen ab

### Vorherige Orgel (ca. 1890 – 1957)
Die zuvor verwendete Orgel wurde um 1890 von H. Voit & Söhne gebaut. Im Jahr 1957 wurde es vom Erbauer der heutigen Orgel Paul Zimnol in die Pfarrkirche St. Bartholomäus in Birkweiler verbracht. 1970 wurde sie von ebendiesem modifiziert und 1984 verschrottet. Bis zu ihrer Modifizierung, also während ihrer gesamten Nutzung in der St.-Laurentius-Kirche verfügte die Orgel über 10 Register auf einem Manual und Pedal. Sie hatte folgende Disposition:
| Manual C–f3 |       |
| Prinzipal   | 08′   |
| Bourdon     | 08′   |
| Salizional  | 08′   |
| Gamba       | 08′   |
| Flöte       | 08′   |
| Oktave      | 04′   |
| Hohlflöte   | 04′   |
| Mixtur III  | 2 ⁄3′ |

| Pedal C–d1 |     |
| Subbass    | 16′ |
| Violinbass | 08′ |

Die Spiel- und Registertraktur waren ebenfalls mechanisch. Die Windladen waren als Kegelladen ausgeführt.
- Koppel: Pedalkoppel